# プロモツィオーネ
プロモツィオーネ（イタリア語：Promozione）は、イタリアのサッカーリーグで上から6番目のリーグ（第6部リーグ）に当たる。
アマチュアリーグとしてはセリエD、エッチェッレンツァに次いで上から3番目のリーグである。プロモツィオーネの各リーグ優勝チームはエッチェッレンツァに昇格する。各リーグのローカルルールに応じて、毎年多くのチームが各リーグからイタリアサッカーの第7部リーグに相当するプリマ・カテゴリアに降格する。このレベルのイタリアのサッカーは完全にアマチュアであり、ほとんどの場合、全国アマチュアリーグの地域委員会によって地域レベルで運営されている。
プロモツィオーネという名称は、1912年にイタリアサッカーの第2部リーグとして初めて使用された。今日のプロモツィオーネは1967年から継続的に開催されているが、1991年にエッチェッレンツァが創設されて以来、地域選手権のトップだった時代から徐々に格下げされてきた。

## 構成
- 19の州（地方）にプロモツィオーネがあり、各州（地方）にそれぞれ1～6のディビジョンから成るリーグが存在している。それらをすべて合わせて全52のディビジョンから成るプロモツィオーネが構成されている。

- 地域それぞれでの運営であるため、規定はイタリア全土で統一されているわけではなく、参加チーム数や降格チーム数など、細部で変更されることもある。例えば、トレンティーノ＝アルト・アディジェ州では、トレント自治県とボルツァーノ自治県のリーグは、それぞれの自治県ごとの委員会によって運営されている。

- 毎シーズン、各グループ1位のチームがエッチェッレンツァに昇格する。場合によっては、上位チームによるプレーオフが行われ、昇格または再昇格の可能性がある。降格にはさまざまな仕組みが用いられてきたが、通常は各グループの最下位3チームが、ほとんどの地域ではプレイアウトなどさまざまな方法で最下位チームを選抜し、プリマ・カテゴリアに直接降格する。